# Specie di Scorpaenidae
Di seguito sono elencate tutte le specie di pesci ossei della famiglia Scorpaenidae note a settembre 2014.

## A - R
| Sottofamiglia | Genere          | Specie                        | Immagine |
| ------------- | --------------- | ----------------------------- | -------- |
| Pteroinae     | Brachypterois   | Brachypterois serrulata       |          |
| Caracanthinae | Caracanthus     | Caracanthus maculatus         |          |
| Caracanthinae | Caracanthus     | Caracanthus madagascariensis  |          |
| Caracanthinae | Caracanthus     | Caracanthus typicus           |          |
| Caracanthinae | Caracanthus     | Caracanthus unipinna          |          |
| Pteroinae     | Dendrochirus    | Dendrochirus barberi          |          |
| Pteroinae     | Dendrochirus    | Dendrochirus bellus           |          |
| Pteroinae     | Dendrochirus    | Dendrochirus biocellatus      |          |
| Pteroinae     | Dendrochirus    | Dendrochirus brachypterus     |          |
| Pteroinae     | Dendrochirus    | Dendrochirus zebra            |          |
| Pteroinae     | Ebosia          | Ebosia bleekeri               |          |
| Pteroinae     | Ebosia          | Ebosia falcata                |          |
| Scorpaeninae  | Hipposcorpaena  | Hipposcorpaena filamentosus   |          |
| Scorpaeninae  | Hoplosebastes   | Hoplosebastes armatus         |          |
| Scorpaeninae  | Idiastion       | Idiastion hageyi              |          |
| Scorpaeninae  | Idiastion       | Idiastion kyphos              |          |
| Scorpaeninae  | Idiastion       | Idiastion pacificum           |          |
| Scorpaeninae  | Iracundus       | Iracundus signifer            |          |
| Scorpaeninae  | Neomerinthe     | Neomerinthe amplisquamiceps   |          |
| Scorpaeninae  | Neomerinthe     | Neomerinthe bathyperimensis   |          |
| Scorpaeninae  | Neomerinthe     | Neomerinthe bauchotae         |          |
| Scorpaeninae  | Neomerinthe     | Neomerinthe beanorum          |          |
| Scorpaeninae  | Neomerinthe     | Neomerinthe erostris          |          |
| Scorpaeninae  | Neomerinthe     | Neomerinthe folgori           |          |
| Scorpaeninae  | Neomerinthe     | Neomerinthe gibbifrons        |          |
| Scorpaeninae  | Neomerinthe     | Neomerinthe hemingwayi        |          |
| Scorpaeninae  | Neomerinthe     | Neomerinthe megalepis         |          |
| Scorpaeninae  | Neomerinthe     | Neomerinthe naevosa           |          |
| Scorpaeninae  | Neomerinthe     | Neomerinthe pallidimacula     |          |
| Scorpaeninae  | Neomerinthe     | Neomerinthe procurva          |          |
| Scorpaeninae  | Neomerinthe     | Neomerinthe rotunda           |          |
| Scorpaeninae  | Neomerinthe     | Neomerinthe rufescens         |          |
| Scorpaeninae  | Neoscorpaena    | Neoscorpaena nielseni         |          |
| Pteroinae     | Parapterois     | Parapterois heterura          |          |
| Pteroinae     | Parapterois     | Parapterois macrura           |          |
| Scorpaeninae  | Parascorpaena   | Parascorpaena aurita          |          |
| Scorpaeninae  | Parascorpaena   | Parascorpaena bandanensis     |          |
| Scorpaeninae  | Parascorpaena   | Parascorpaena maculipinnis    |          |
| Scorpaeninae  | Parascorpaena   | Parascorpaena mcadamsi        |          |
| Scorpaeninae  | Parascorpaena   | Parascorpaena mossambica      |          |
| Scorpaeninae  | Parascorpaena   | Parascorpaena picta           |          |
| Scorpaeninae  | Phenacoscorpius | Phenacoscorpius adenensis     |          |
| Scorpaeninae  | Phenacoscorpius | Phenacoscorpius eschmeyeri    |          |
| Scorpaeninae  | Phenacoscorpius | Phenacoscorpius longilineatus |          |
| Scorpaeninae  | Phenacoscorpius | Phenacoscorpius longirostris  |          |
| Scorpaeninae  | Phenacoscorpius | Phenacoscorpius megalops      |          |
| Scorpaeninae  | Phenacoscorpius | Phenacoscorpius nebris        |          |
| Scorpaeninae  | Pogonoscorpius  | Pogonoscorpius sechellensis   |          |
| Scorpaeninae  | Pontinus        | Pontinus accraensis           |          |
| Scorpaeninae  | Pontinus        | Pontinus castor               |          |
| Scorpaeninae  | Pontinus        | Pontinus clemensi             |          |
| Scorpaeninae  | Pontinus        | Pontinus corallinus           |          |
| Scorpaeninae  | Pontinus        | Pontinus furcirhinus          |          |
| Scorpaeninae  | Pontinus        | Pontinus helena               |          |
| Scorpaeninae  | Pontinus        | Pontinus kuhlii               |          |
| Scorpaeninae  | Pontinus        | Pontinus leda                 |          |
| Scorpaeninae  | Pontinus        | Pontinus longispinis          |          |
| Scorpaeninae  | Pontinus        | Pontinus macrocephalus        |          |
| Scorpaeninae  | Pontinus        | Pontinus nematophthalmus      |          |
| Scorpaeninae  | Pontinus        | Pontinus nigerimum            |          |
| Scorpaeninae  | Pontinus        | Pontinus nigropunctatus       |          |
| Scorpaeninae  | Pontinus        | Pontinus rathbuni             |          |
| Scorpaeninae  | Pontinus        | Pontinus rhodochrous          |          |
| Scorpaeninae  | Pontinus        | Pontinus sierra               |          |
| Scorpaeninae  | Pontinus        | Pontinus strigatus            |          |
| Scorpaeninae  | Pontinus        | Pontinus tentacularis         |          |
| Scorpaeninae  | Pontinus        | Pontinus vaughani             |          |
| Scorpaeninae  | Pteroidichthys  | Pteroidichthys amboinensis    |          |
| Scorpaeninae  | Pteroidichthys  | Pteroidichthys godfreyi       |          |
| Scorpaeninae  | Pteroidichthys  | Pteroidichthys noronhai       |          |
| Pteroinae     | Pterois         | Pterois andover               |          |
| Pteroinae     | Pterois         | Pterois antennata             |          |
| Pteroinae     | Pterois         | Pterois brevipectoralis       |          |
| Pteroinae     | Pterois         | Pterois lunulata              |          |
| Pteroinae     | Pterois         | Pterois miles                 |          |
| Pteroinae     | Pterois         | Pterois mombasae              |          |
| Pteroinae     | Pterois         | Pterois radiata               |          |
| Pteroinae     | Pterois         | Pterois russelii              |          |
| Pteroinae     | Pterois         | Pterois sphex                 |          |
| Pteroinae     | Pterois         | Pterois volitans              |          |
| Scorpaeninae  | Rhinopias       | Rhinopias aphanes             |          |
| Scorpaeninae  | Rhinopias       | Rhinopias argoliba            |          |
| Scorpaeninae  | Rhinopias       | Rhinopias cea                 |          |
| Scorpaeninae  | Rhinopias       | Rhinopias eschmeyeri          |          |
| Scorpaeninae  | Rhinopias       | Rhinopias frondosa            |          |
| Scorpaeninae  | Rhinopias       | Rhinopias xenops              |          |

## S - Z
| Sottofamiglia | Genere              | Specie                        | Immagine |
| ------------- | ------------------- | ----------------------------- | -------- |
| Scorpaeninae  | Scorpaena           | Scorpaena afuerae             |          |
| Scorpaeninae  | Scorpaena           | Scorpaena agassizii           |          |
| Scorpaeninae  | Scorpaena           | Scorpaena albifimbria         |          |
| Scorpaeninae  | Scorpaena           | Scorpaena angolensis          |          |
| Scorpaeninae  | Scorpaena           | Scorpaena annobonae           |          |
| Scorpaeninae  | Scorpaena           | Scorpaena ascensionis         |          |
| Scorpaeninae  | Scorpaena           | Scorpaena azorica             |          |
| Scorpaeninae  | Scorpaena           | Scorpaena bergii              |          |
| Scorpaeninae  | Scorpaena           | Scorpaena brachyptera         |          |
| Scorpaeninae  | Scorpaena           | Scorpaena brasiliensis        |          |
| Scorpaeninae  | Scorpaena           | Scorpaena brevispina          |          |
| Scorpaeninae  | Scorpaena           | Scorpaena bulacephala         |          |
| Scorpaeninae  | Scorpaena           | Scorpaena calcarata           |          |
| Scorpaeninae  | Scorpaena           | Scorpaena canariensis         |          |
| Scorpaeninae  | Scorpaena           | Scorpaena cardinalis          |          |
| Scorpaeninae  | Scorpaena           | Scorpaena cocosensis          |          |
| Scorpaeninae  | Scorpaena           | Scorpaena colorata            |          |
| Scorpaeninae  | Scorpaena           | Scorpaena dispar              |          |
| Scorpaeninae  | Scorpaena           | Scorpaena elachys             |          |
| Scorpaeninae  | Scorpaena           | Scorpaena elongata            |          |
| Scorpaeninae  | Scorpaena           | Scorpaena fernandeziana       |          |
| Scorpaeninae  | Scorpaena           | Scorpaena gasta               |          |
| Scorpaeninae  | Scorpaena           | Scorpaena grandicornis        |          |
| Scorpaeninae  | Scorpaena           | Scorpaena grandisquamis       |          |
| Scorpaeninae  | Scorpaena           | Scorpaena grattanica          |          |
| Scorpaeninae  | Scorpaena           | Scorpaena guttata             |          |
| Scorpaeninae  | Scorpaena           | Scorpaena hatizyoensis        |          |
| Scorpaeninae  | Scorpaena           | Scorpaena hemilepidota        |          |
| Scorpaeninae  | Scorpaena           | Scorpaena histrio             |          |
| Scorpaeninae  | Scorpaena           | Scorpaena inermis             |          |
| Scorpaeninae  | Scorpaena           | Scorpaena isthmensis          |          |
| Scorpaeninae  | Scorpaena           | Scorpaena izensis             |          |
| Scorpaeninae  | Scorpaena           | Scorpaena jacksoniensis       |          |
| Scorpaeninae  | Scorpaena           | Scorpaena lacrimata           |          |
| Scorpaeninae  | Scorpaena           | Scorpaena laevis              |          |
| Scorpaeninae  | Scorpaena           | Scorpaena loppei              |          |
| Scorpaeninae  | Scorpaena           | Scorpaena maderensis          |          |
| Scorpaeninae  | Scorpaena           | Scorpaena melasma             |          |
| Scorpaeninae  | Scorpaena           | Scorpaena mellissii           |          |
| Scorpaeninae  | Scorpaena           | Scorpaena miostoma            |          |
| Scorpaeninae  | Scorpaena           | Scorpaena mystes              |          |
| Scorpaeninae  | Scorpaena           | Scorpaena neglecta            |          |
| Scorpaeninae  | Scorpaena           | Scorpaena normani             |          |
| Scorpaeninae  | Scorpaena           | Scorpaena notata              |          |
| Scorpaeninae  | Scorpaena           | Scorpaena onaria              |          |
| Scorpaeninae  | Scorpaena           | Scorpaena orgila              |          |
| Scorpaeninae  | Scorpaena           | Scorpaena papillosa           |          |
| Scorpaeninae  | Scorpaena           | Scorpaena pascuensis          |          |
| Scorpaeninae  | Scorpaena           | Scorpaena pele                |          |
| Scorpaeninae  | Scorpaena           | Scorpaena pepo                |          |
| Scorpaeninae  | Scorpaena           | Scorpaena petricola           |          |
| Scorpaeninae  | Scorpaena           | Scorpaena plumieri            |          |
| Scorpaeninae  | Scorpaena           | Scorpaena porcus              |          |
| Scorpaeninae  | Scorpaena           | Scorpaena russula             |          |
| Scorpaeninae  | Scorpaena           | Scorpaena scrofa              |          |
| Scorpaeninae  | Scorpaena           | Scorpaena sonorae             |          |
| Scorpaeninae  | Scorpaena           | Scorpaena stephanica          |          |
| Scorpaeninae  | Scorpaena           | Scorpaena sumptuosa           |          |
| Scorpaeninae  | Scorpaena           | Scorpaena thomsoni            |          |
| Scorpaeninae  | Scorpaena           | Scorpaena tierrae             |          |
| Scorpaeninae  | Scorpaena           | Scorpaena uncinata            |          |
| Scorpaeninae  | Scorpaenodes        | Scorpaenodes africanus        |          |
| Scorpaeninae  | Scorpaenodes        | Scorpaenodes albaiensis       |          |
| Scorpaeninae  | Scorpaenodes        | Scorpaenodes arenai           |          |
| Scorpaeninae  | Scorpaenodes        | Scorpaenodes bathycolus       |          |
| Scorpaeninae  | Scorpaenodes        | Scorpaenodes caribbaeus       |          |
| Scorpaeninae  | Scorpaenodes        | Scorpaenodes corallinus       |          |
| Scorpaeninae  | Scorpaenodes        | Scorpaenodes elongatus        |          |
| Scorpaeninae  | Scorpaenodes        | Scorpaenodes englerti         |          |
| Scorpaeninae  | Scorpaenodes        | Scorpaenodes evides           |          |
| Scorpaeninae  | Scorpaenodes        | Scorpaenodes guamensis        |          |
| Scorpaeninae  | Scorpaenodes        | Scorpaenodes hirsutus         |          |
| Scorpaeninae  | Scorpaenodes        | Scorpaenodes immaculatus      |          |
| Scorpaeninae  | Scorpaenodes        | Scorpaenodes insularis        |          |
| Scorpaeninae  | Scorpaenodes        | Scorpaenodes investigatoris   |          |
| Scorpaeninae  | Scorpaenodes        | Scorpaenodes kelloggi         |          |
| Scorpaeninae  | Scorpaenodes        | Scorpaenodes minor            |          |
| Scorpaeninae  | Scorpaenodes        | Scorpaenodes muciparus        |          |
| Scorpaeninae  | Scorpaenodes        | Scorpaenodes parvipinnis      |          |
| Scorpaeninae  | Scorpaenodes        | Scorpaenodes quadrispinosus   |          |
| Scorpaeninae  | Scorpaenodes        | Scorpaenodes rubrivinctus     |          |
| Scorpaeninae  | Scorpaenodes        | Scorpaenodes scaber           |          |
| Scorpaeninae  | Scorpaenodes        | Scorpaenodes smithi           |          |
| Scorpaeninae  | Scorpaenodes        | Scorpaenodes steenei          |          |
| Scorpaeninae  | Scorpaenodes        | Scorpaenodes steinitzi        |          |
| Scorpaeninae  | Scorpaenodes        | Scorpaenodes tredecimspinosus |          |
| Scorpaeninae  | Scorpaenodes        | Scorpaenodes tribulosus       |          |
| Scorpaeninae  | Scorpaenodes        | Scorpaenodes varipinnis       |          |
| Scorpaeninae  | Scorpaenodes        | Scorpaenodes xyris            |          |
| Scorpaeninae  | Scorpaenopsis       | Scorpaenopsis altirostris     |          |
| Scorpaeninae  | Scorpaenopsis       | Scorpaenopsis barbata         |          |
| Scorpaeninae  | Scorpaenopsis       | Scorpaenopsis brevifrons      |          |
| Scorpaeninae  | Scorpaenopsis       | Scorpaenopsis cacopsis        |          |
| Scorpaeninae  | Scorpaenopsis       | Scorpaenopsis cirrosa         |          |
| Scorpaeninae  | Scorpaenopsis       | Scorpaenopsis cotticeps       |          |
| Scorpaeninae  | Scorpaenopsis       | Scorpaenopsis crenulata       |          |
| Scorpaeninae  | Scorpaenopsis       | Scorpaenopsis diabolus        |          |
| Scorpaeninae  | Scorpaenopsis       | Scorpaenopsis eschmeyeri      |          |
| Scorpaeninae  | Scorpaenopsis       | Scorpaenopsis furneauxi       |          |
| Scorpaeninae  | Scorpaenopsis       | Scorpaenopsis gibbosa         |          |
| Scorpaeninae  | Scorpaenopsis       | Scorpaenopsis gilchristi      |          |
| Scorpaeninae  | Scorpaenopsis       | Scorpaenopsis insperatus      |          |
| Scorpaeninae  | Scorpaenopsis       | Scorpaenopsis lactomaculata   |          |
| Scorpaeninae  | Scorpaenopsis       | Scorpaenopsis longispina      |          |
| Scorpaeninae  | Scorpaenopsis       | Scorpaenopsis macrochir       |          |
| Scorpaeninae  | Scorpaenopsis       | Scorpaenopsis neglecta        |          |
| Scorpaeninae  | Scorpaenopsis       | Scorpaenopsis obtusa          |          |
| Scorpaeninae  | Scorpaenopsis       | Scorpaenopsis orientalis      |          |
| Scorpaeninae  | Scorpaenopsis       | Scorpaenopsis oxycephala      |          |
| Scorpaeninae  | Scorpaenopsis       | Scorpaenopsis papuensis       |          |
| Scorpaeninae  | Scorpaenopsis       | Scorpaenopsis pluralis        |          |
| Scorpaeninae  | Scorpaenopsis       | Scorpaenopsis possi           |          |
| Scorpaeninae  | Scorpaenopsis       | Scorpaenopsis pusilla         |          |
| Scorpaeninae  | Scorpaenopsis       | Scorpaenopsis ramaraoi        |          |
| Scorpaeninae  | Scorpaenopsis       | Scorpaenopsis venosa          |          |
| Scorpaeninae  | Scorpaenopsis       | Scorpaenopsis vittapinna      |          |
| Scorpaeninae  | Sebastapistes       | Sebastapistes ballieui        |          |
| Scorpaeninae  | Sebastapistes       | Sebastapistes coniorta        |          |
| Scorpaeninae  | Sebastapistes       | Sebastapistes cyanostigma     |          |
| Scorpaeninae  | Sebastapistes       | Sebastapistes fowleri         |          |
| Scorpaeninae  | Sebastapistes       | Sebastapistes galactacma      |          |
| Scorpaeninae  | Sebastapistes       | Sebastapistes mauritiana      |          |
| Scorpaeninae  | Sebastapistes       | Sebastapistes nuchalis        |          |
| Scorpaeninae  | Sebastapistes       | Sebastapistes strongia        |          |
| Scorpaeninae  | Sebastapistes       | Sebastapistes taeniophrys     |          |
| Scorpaeninae  | Sebastapistes       | Sebastapistes tinkhami        |          |
| Scorpaeninae  | Taenianotus         | Taenianotus triacanthus       |          |
| Scorpaeninae  | Thysanichthys       | Thysanichthys crossotus       |          |
| Scorpaeninae  | Ursinoscorpaenopsis | Ursinoscorpaenopsis kitai     |          |